# Садиков Абід
Абід Садикович Садиков (15 листопада 1913, місто Ташкент, тепер Узбекистан — 21 липня 1987, місто Ташкент, тепер Узбекистан) — радянський узбецький державний діяч, вчений-хімік, президент Академії наук Узбецької РСР. Депутат Верховної Ради СРСР 7—11-го скликань. Доктор хімічних наук (1946), професор (1947), академік Академії наук Узбецької РСР (з 1947), дійсний член Академії наук СРСР з 28.11.1972 року по Відділенню загальної та технічної хімії (член-кореспондент з 1.07.1966 року). Герой Соціалістичної Праці (16.11.1973).

## Життєпис
У 1932 році закінчив середню школу в Ташкенті.
У 1932—1937 роках — студент хімічного факультету Середньоазіатського державного університету в Ташкенті. Одночасно з 1933 по 1937 рік — лаборант інституту хімії Середньоазіатського державного університету.
У 1937—1939 роках викладав у Ташкентському текстильному інституті, в 1939—1941 роках — в Узбецькому державному університеті в місті Самарканді.
З 1941 року — на викладацькій роботі в Середньоазіатському державному університеті в Ташкенті, де з 1956 року завідував кафедрою. Член ВКП(б) з 1946 року.
Одночасно з 1946 по 1959 рік був директором Інституту хімії Академії наук Узбецької РСР.
У 1954 році організував проблемну лабораторію природних сполук при кафедрі природних сполук хімічного факультету Середньоазіатського державного університету. З 1956 року — завідувач лабораторії хімії бавовнику Академії наук Узбецької РСР.
У березні 1958 — квітні 1966 року — ректор Ташкентського державного університету імені Леніна (до 1960 року — Середньоазіатського державного університету).
У 1966—1984 роках — президент Академії наук Узбецької РСР. Редактор журналу «Доповіді Академії наук Узбецької РСР».
Одночасно в 1973—1987 роках — директор Інституту біоорганічної хімії Академії наук Узбецької РСР, який заснував та організував.
Указом Президії Верховної Ради СРСР від 16 листопада 1973 року за великі заслуги у розвитку органічної хімії та у зв'язку з шістдесятиріччям від дня народження академіку Садикову Абіду Садиковичу присвоєно звання Героя Соціалістичної Праці з врученням ордена Леніна та золотої медалі.
Помер 21 липня 1987 року в Ташкенті. Похований на Меморіальному цвинтарі «Чигатай» в Ташкенті. У 1988 році ім'я Абіда Садикова присвоєно Інституту біоорганічної хімії Академії наук Узбекистану.

## Наукова діяльність
Був одним із організаторів хімічної науки в Узбекистані, один із основоположників радянської школи біоорганічної хімії. Відомі його праці з хімії природних сполук, головним чином алкалоїдів, органічних кислот, поліфенолів, гормонів, протипухлинних препаратів та інших фізіологічно активних речовин. Приділяв велику увагу взаємозв'язку між структурою та функціями біомолекул та специфічними хімічними впливами навколишнього середовища. Під його керівництвом у практиці досліджень природних сполук та біоорганічної хімії широко використовувалися спектроскопія та радіоспектроскопія, квантова хімія, конформаційний аналіз, математичне моделювання хімічних структур та властивостей.
Основні праці:
- Хімія алкалоїдів, Ташкент, 1956;
- Листя бавовнику — цінна хімічна сировина. Ташкент, 1967 (разом з А. Туруловим);
- Короткі підсумки наукових досліджень по боротьбі з вілтом бавовнику, Ташкент, 1971 (разом з С. Рижовим);
- Хімія середньоазіатської флори, Москва, 1973;
- Синтези органічних препаратів піридинового ряду. Ташкент, 1974 (разом з О. Отрощенком, Ю. Курбатовим).

## Нагороди
- Герой Соціалістичної Праці (16.11.1973)
- чотири ордени Леніна (15.09.1961, 1.03.1965, 16.11.1973, 17.09.1975)
- орден Жовтневої Революції (20.07.1971)
- орден Трудового Червоного Прапора (16.01.1950)
- орден «Знак Пошани» (23.01.1946)
- орден «Буюк хізматларі учун» (За видатні заслуги) (Узбекистан) (23.08.2002, посмертно)
- медаль «За трудову доблесть» (8.10.1954)
- медалі
- Лауреат Державної премії Узбецької РСР імені Біруні
- Заслужений діяч науки та техніки Узбецької РСР (1960)